# Адоболи, Квеку
Квеку Адоболи (англ. Kweku Adoboli; 15 сентября 1980, Тема, Гана) — трейдер, гражданин Ганы, с 1991 года постоянно проживающий в Великобритании, который был нанят швейцарским банком UBS. Он работал аналитиком в европейском подразделении UBS в Лондоне. В его тридцать первый день рождения (15 сентября 2011 года) он был арестован в Лондоне. Ему предъявили обвинения в том, что он потерял деньги в результате несанкционированных операций (на сумму $ 2,3 млрд). В день ареста Адоболи цена акций UBS упала на 10,8 % (в то время как цены на другие европейские акции банков выросли на 3-6 %)

## Биография
Адоболи родился в Гане в семье дипломатов, вырос на Ближнем Востоке (Израиль, Сирия, Ирак), с 1991 года жил в Великобритании, но британского гражданства не получил, имея лишь вид на жительство в стране. Окончил Ноттингемский университет. В 2012 году осуждён на 7 лет, досрочно освобождён в июне 2015 года. В 2018 году он был депортирован в Гану.